# George Willem Vreede
George Willem Vreede (Tilburg, 14 april 1809 - Utrecht, 29 juni 1880) was een Nederlands advocaat, historicus, rechtshistoricus en hoogleraar in het staatsrecht en het volkenrecht te Utrecht. Hij was de kleinzoon van de patriottenvoorman Pieter Vreede. 

## Levensloop
Vreede, telg uit het geslacht Vreede, bezocht vanaf 1821 het gymnasium te Leiden. Hij liet zich in 1825 inschrijven als student in de rechtsgeleerdheid in Gent en in 1827 in Leuven, waar hij in 1830 doctoraalexamen deed. Na de Belgische Revolutie keerde hij terug en promoveerde op 25 maart 1831 cum laude in Leiden op een proefschrift over de historische ontwikkeling van de vrijheid van de Engelsen.
Hij vestigde zich als advocaat, eerst te Den Haag, waar zijn praktijk niet goed liep, en later te Gorinchem. Op 28 juni 1837 trouwde hij in Oirschot met Anna Catharina Hoff. Zij kregen negen kinderen, van wie Albert Cornelis Vreede een bekend Indoloog werd.
In 1841 werd hij benoemd tot hoogleraar te Utrecht, als opvolger van J.M.A. Birnbaum. Op 29 maart aanvaardde hij zijn ambt met een inaugurele rede over de verdiensten van de 17e-eeuwse hoogleraar Antonius Matthaeus II ten aanzien van het strafrecht. Vreede schreef een aantal meerdelige werken over de rechtsgeschiedenis en de geschiedenis van de diplomatie, zowel in het Frans als in het Nederlands. Tot zijn verbittering werd hij in 1879, na bijna 40 jaar, door de Utrechtse universiteit met emeritaat gestuurd. Een jaar later stierf hij. Nicolaas Beets sprak de grafrede uit. Zijn vrouw Anna overleefde hem.

## Waardering
Centraal in Vreedes historisch werk stond zijn opvatting dat geschiedenis nuttig moest zijn en dat men diende te leren van in het verleden gemaakte fouten. Zijn tijdgenoot Conrad Busken Huet oordeelde dat Vreede "een vernis van alledaagschheid" streek over het verleden: "niet de menschen van weleer leven voor ons bij hem, maar alleen de geleerde utrechtsche professor die een dik boek over hen schreef". Als hoogleraar was hij geliefd omdat hij hard werkte en op charismatische manier college gaf. Er was echter ook kritiek omdat men vond dat hij zich meer liet leiden door emoties dan door wetenschappelijke methode.
Ook op politiek gebied was Vreede actief. Hij verzette zich met felheid tegen de politiek van Koning Willem I. Ook de ideeën van Thorbecke, die in Gent zijn hoogleraar was geweest, heeft hij later hartstochtelijk bestreden, echter zonder dat hij een voet aan de grond kreeg.   

## Werken (selectie)
- De origine atque incrementis libertatis Anglorum. Dissertatie Leiden, 1831.
- Nederland en Zweden in staatkundige betrekking (1523-1611). Utrecht, 1841-1844.
- De regeering en de natie sedert 1672 tot 1795. Amsterdam, 1845.
- Bijdrage tot de geschiedenis der Omwenteling van 1795 tot 1798. Amsterdam, 1847-1851 (2 delen).
- Inleiding tot eene geschiedenis der Nederlandsche diplomatie. Utrecht, 1850-1865 (5 delen).
- Geschiedenis der Diplomatie van de Bataafsche Republiek. Utrecht, 1863-1865 (2 delen).
- Frederika Sophia Wilhelmina en L.P. van de Spiegel. Utrecht, 1868.
- Voorouderlijke wijsheid in hagchelijke tijden. Utrecht, 1872.
- Mr. Laurens Pieter van de Spiegel en zijne tijdgenooten, 1737-1800. Middelburg, 1874-1877, (4 delen).
- La Souabie, après la paix de Bâle. Recueil de documents diplomatiques et parlementaires. Utrecht, 1879.
- Levensschets van G.W. Vreede, naar zijn eigen handschrift uitgegeven. Leiden, 1883.